# Flare-koppeling

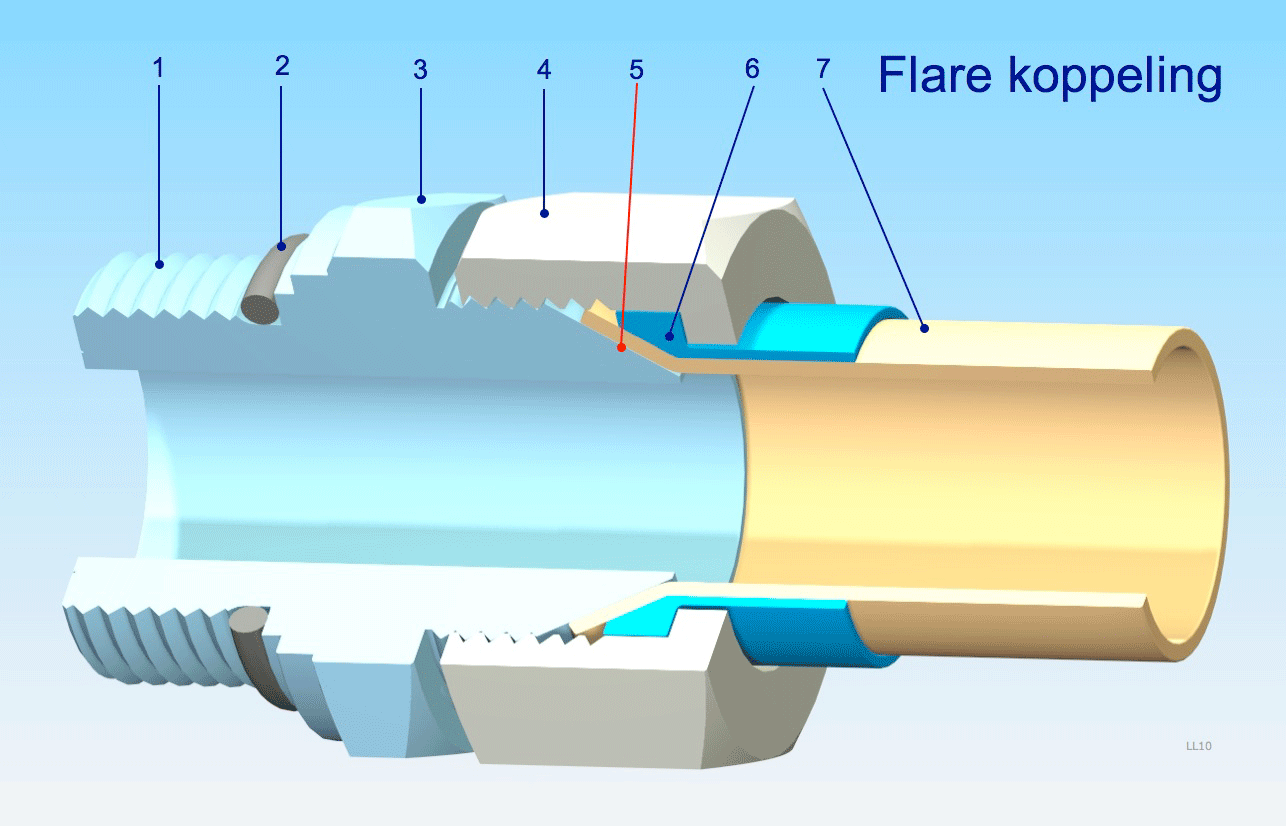
Flare-koppeling. 1 Schroefdraad. 2 O Afdichtring. 3 Koppelingshuis. 4 Wartel. 5 Afdichtvlak. 6 Steunring. 7 Opgetrompte pijp.

Een flare-koppeling is een koppeling die voor het afdichten gebruikmaakt van opgetrompte pijp.
De koppeling dicht af door het aandrukken van een relatief zacht materiaal op een harde ondergrond.

## Principe
Op een pijp (7) wordt een wartel (4) en een steunring (6) geschoven. Hierna wordt de pijp aan het uiteinde opgetrompt (voorzien van een kegelvorm). De pijp met steunring wordt op het koppelingshuis (3) geplaatst. Met de wartel (4) wordt de opgetrompte pijp tegen het afdichtvlak (5) gedrukt. Doordat het pijpmateriaal relatief zacht is (een zacht metaal of koper) zal het contactvlak (5) vervormen. Deze vervorming zorgt voor de afdichting.

## Toepassing
Flare-koppelingen staan bekend om hun robuustheid en worden om deze reden vaak toegepast in kritieke constructies en bij moeilijk toegankelijke koppelingen.

## Voordelen
Het voordeel van een flare-koppeling is dat deze geen losse afdichtring heeft. Hierdoor is de koppeling betrouwbaarder dan een koppeling met een losse afdichtring.

## Nadelen
Het nadeel van een flare-koppeling is dat voor het optrompen (oprekken) van de pijp speciaal gereedschap nodig is. Tevens kunnen bij het optrompen aan de omtrek van de pijp (haar)scheuren ontstaan. Hierdoor kan een lek ontstaan.